# Municipio de Island Lake (condado de Mahnomen)
El municipio de Island Lake (en inglés: Island Lake Township) es un municipio ubicado en el condado de Mahnomen en el estado estadounidense de Minnesota. En el año 2010 tenía una población de 233 habitantes y una densidad poblacional de 2,46 personas por km².

## Geografía
El municipio de Island Lake se encuentra ubicado en las coordenadas 47°27′16″N 95°37′0″O / 47.45444, -95.61667. Según la Oficina del Censo de los Estados Unidos, el municipio tiene una superficie total de 94.86 km², de la cual 89,13 km² corresponden a tierra firme y (6,03 %) 5,72 km² es agua.

## Demografía
Según el censo de 2010, había 233 personas residiendo en el municipio de Island Lake. La densidad de población era de 2,46 hab./km². De los 233 habitantes, el municipio de Island Lake estaba compuesto por el 71,24 % blancos, el 20,6 % eran amerindios, el 0,43 % eran isleños del Pacífico y el 7,73 % eran de una mezcla de razas. Del total de la población el 0 % eran hispanos o latinos de cualquier raza.